# (1048) Feodosia
(1048) Feodosia es un asteroide que forma parte del cinturón de asteroides y fue descubierto el 29 de noviembre de 1924 por Karl Wilhelm Reinmuth desde el observatorio de Heidelberg-Königstuhl, Alemania.

## Designación y nombre
Feodosia recibió al principio la designación de 1924 TP.
Más adelante se nombró por la ciudad portuaria crimea de Feodosia.

## Características orbitales
Feodosia orbita a una distancia media del Sol de 2,731 ua, pudiendo alejarse hasta 3,226 ua y acercarse hasta 2,235 ua. Su excentricidad es 0,1814 y la inclinación orbital 15,81°. Emplea en completar una órbita alrededor del Sol 1648 días.